# Aphonopelma sandersoni
Aphonopelma sandersoni là một loài nhện trong họ Theraphosidae.
Loài này thuộc chi Aphonopelma. Aphonopelma sandersoni được miêu tả năm 1995 bởi Smith.